# Reconnaissance académique en Belgique des diplômes obtenus à l'étranger
 (novembre 2023).
 (novembre 2023).
Si vous disposez d'ouvrages ou d'articles de référence ou si vous connaissez des sites web de qualité traitant du thème abordé ici, merci de compléter l'article en donnant les références utiles à sa vérifiabilité et en les liant à la section « Notes et références ».
La reconnaissance académique est une confirmation officielle de l’équivalence de deux diplômes. En Belgique, il n’y a pas de différence de procédure entre les diplômes obtenus dans l’Espace économique européen et les autres pays. Toutefois, la reconnaissance des diplômes pour les citoyens de l'Union est rendue obligatoire.

## Conditions

### Encommunauté française de Belgique
Les critères pour la reconnaissance académique sont : 
- Les structures de l’enseignement à l’étranger
- Le niveau de l’institution
- Le niveau de la formation
- La durée de la formation - ceci signifie que pour obtenir la reconnaissance académique, la durée des études à l’étranger doit être équivalente à la durée en Belgique.

Les documents à fournir pour l’introduction de la demande de reconnaissance varient suivant le pays d’origine du candidat. 
- Pour les études secondaires terminées. Les frais de procédure s’élèvent à 124 €.[réf. nécessaire][Quand ?]
- Pour des études partielles à 25 €.[réf. nécessaire][Quand ?]

Le délai pour l’obtention sera, sur base d’un dossier complet, 1 mois (2 mois en cas de période de forte demande).
Pour une reconnaissance de l’enseignement supérieur, les frais de procédure s’élèvent à 123,95 €[Quand ?]. La procédure sera clôturée sur base d’un dossier complet après maximum 4 mois.

## Note sur le contexte de l'Union européenne
Lorsqu'un ressortissant communautaire qui possède des titres qui lui donnent le droit d'exercer (la médecine) dans un État membre transfère sa résidence dans un autre État membre et demande l'autorisation d'exercer la médecine dans ce second État membre, mais que la reconnaissance des titres en cause n'est pas obligatoire pour ce second État membre en application des dispositions pertinentes du droit communautaire, l'article 52 du traité CE (devenu, après modification, article 43 CE) impose à ces autorités de prendre en considération l'ensemble des titres et de l'expérience pertinente de ce ressortissant lorsqu'elles examinent la question de savoir s'il y a lieu d'accorder une telle autorisation.
Si ces titres et expérience ne correspondent pas pleinement aux exigences nationales, les autorités de ce second État membre doivent donner à l'intéressé la possibilité de fournir la preuve qu'il possède les connaissances et qualifications manquantes, mais sans imposer des contrôles qui ne sont pas proportionnés à cet effet.
Si, sur la base de l'évaluation qui est faite, l'autorisation est refusée, ce refus doit être motivé sous une forme qui indique clairement les motifs sur lesquels il est fondé et être susceptible de faire l'objet d'un contrôle juridictionnel permettant de vérifier sa légalité par rapport au droit communautaire.